# Hochburg d'Emmendingen
La Hochburg (forteresse) d'Emmendingen, également connue sous le nom de Burg Hachberg, est un château fort perché sur un éperon montagneux situé à 343,6 mètres au dessus du niveau de la mer, dans l'arrondissement d'Emmendingen dans Bade-Wurtemberg. Après le château de Heidelberg, la Hochburg est le deuxième plus grand complexe de châteaux du Pays de Bade. La lignée des margraves du Hachberg tire son nom de ce château.

## Toponymie

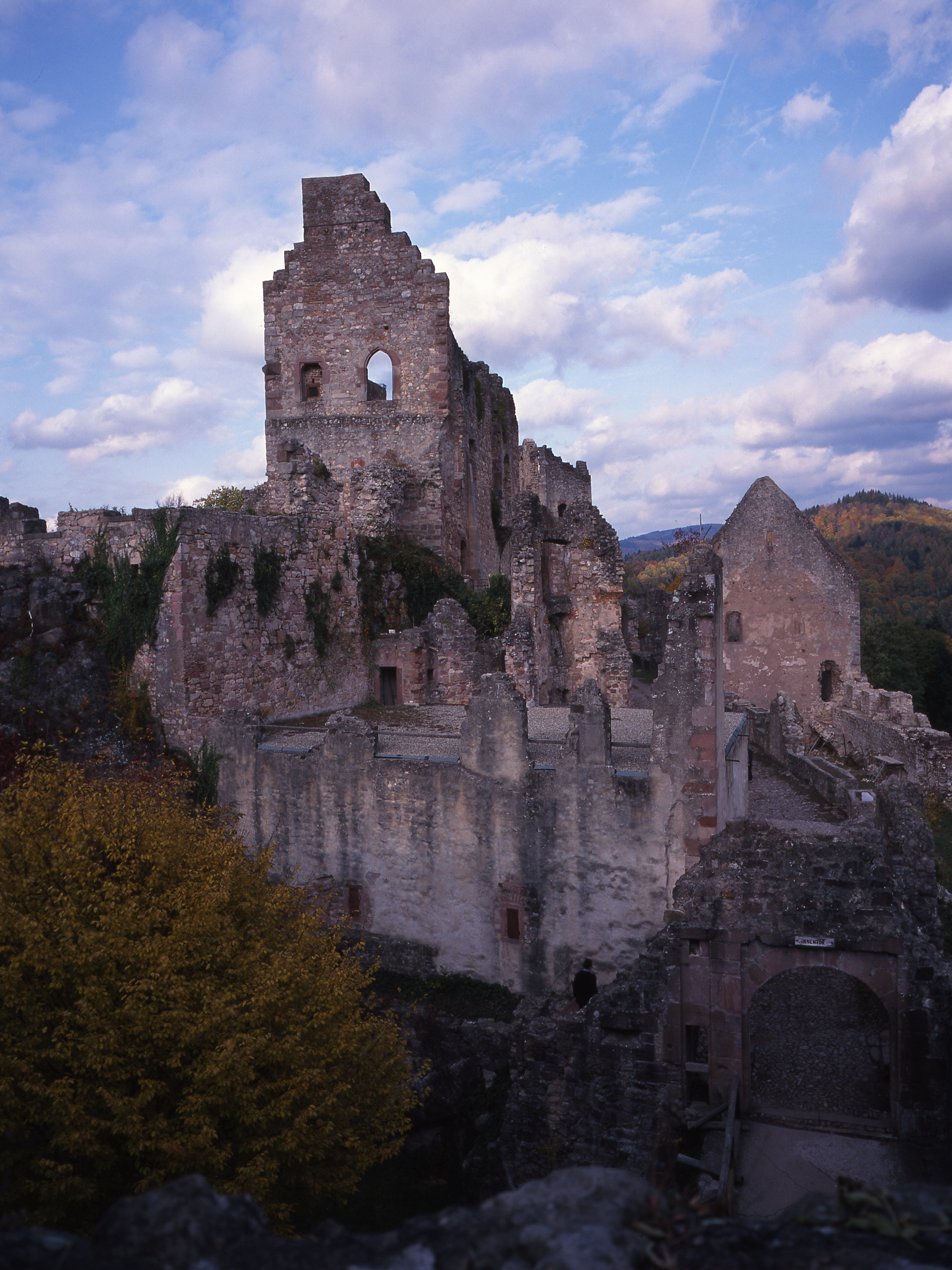
La Hochburg

L'origine du nom de la Hochburg n'est pas clairement documentée. Une hypothèse voudrait qu'un page de Charlemagne nommé Hacho avait reçu de lui un domaine sur lequel il aurait bâti le précurseur du château qui porte désormais son nom. Cette hypothèse est également étayée par une plaque du margrave Charles II placée dans le château : une charte de 1161 l'appelle en effet « Castro Hahberc ». Le bâtisseur du château adopta probablement le nom du château pour désigner sa lignée, tout comme plus tard la nouvelle branche de la Maison de Bade portera le nom de « Hachberg ».
Le changement du nom « Hachberg » en « Hochberg » est d'abord perceptible dans les sources françaises traitant des membres de la lignée Hachberg-Sausenberg, qui étaient également comtes de Neuchâtel.
Le nom de Hochberg reparaît encore une fois en 1787, lorsque le margrave Charles Ier de Bade nomme sa seconde épouse, Louise Caroline, Freifrau von Hochberg.

## Histoire

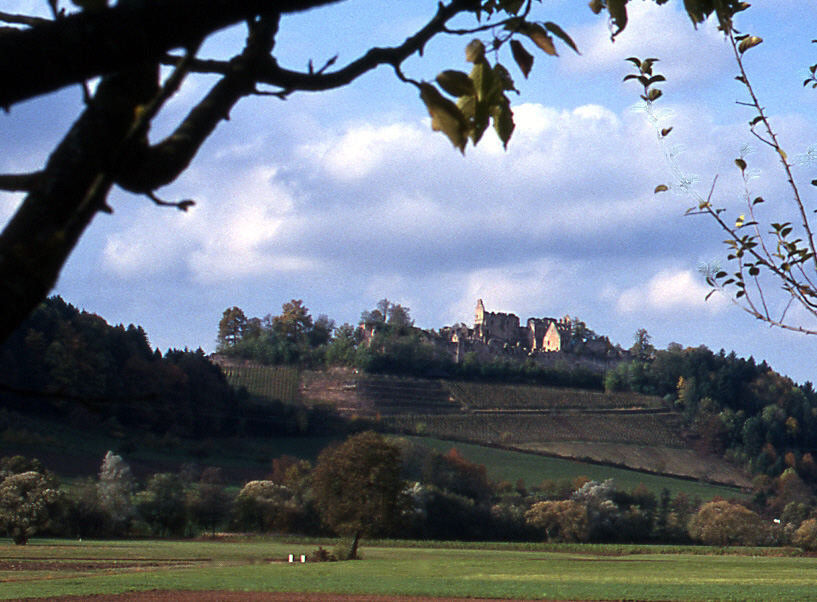
Vue générale de la forteresse

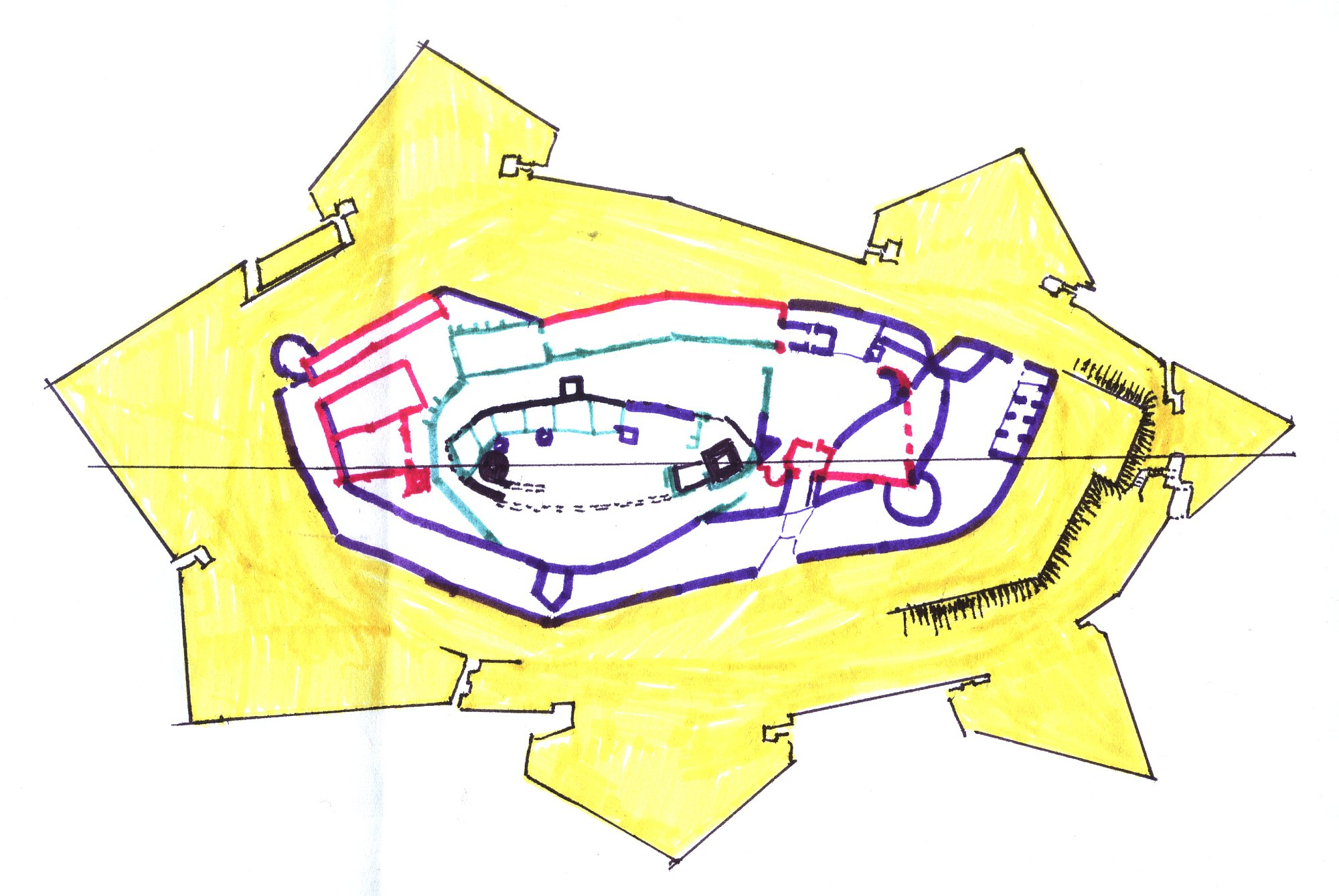
Plan de la Hochburg

### Les seigneurs du Hachberg
Le château a probablement été construit au XIe siècle par Dietrich von Emmendingen, qui s'est rebaptisé plus tard « von Hachberg ». La première mention documentée en remonte à 1127. On suppose ensuite qu'Erkenbold von Hachberg, le dernier de sa lignée, céda sa propriété à la famille Zähringer et afin de financer sa participation à la deuxième croisade (1147-1149).

### Les margraves de Bade (1161-1212)
Un document sur les négociations portant sur fondation du monastère de Tennenbach de 1161 indique que Herrmann IV de Bade était le seigneur du château de Hachberg à cette époque.

### Les Margraves de Bade-Hachberg (1212-1415)
Lorsque les fils d'Herrmann IV, Herrmann V et Henri Ier, se partagèrent le margraviat vers 1212, le château de Hachberg devint le centre du pouvoir du margraviat de Bade-Hachberg et de la ligne collatérale de la maison de Bade qui y régnait.

### Les margraves de Bade (1415-1535)
En 1415, le margrave Bernhard Ier de la ligne principale de Bade acquiert le château et la seigneurie du margrave Otton II de Baden-Hachberg.
En 1424, le château a survécu à la guerre de la Ligue des villes du Rhin supérieur contre Bernhard Ier. Il a également résisté à la guerre des paysans de 1525.

### Les margraves de Baden-Durlach (1535-1771)
À partir de 1553, le château est fortement agrandi sous Charles II : de château médiéval, il devient une forteresse typique de la Renaissance.

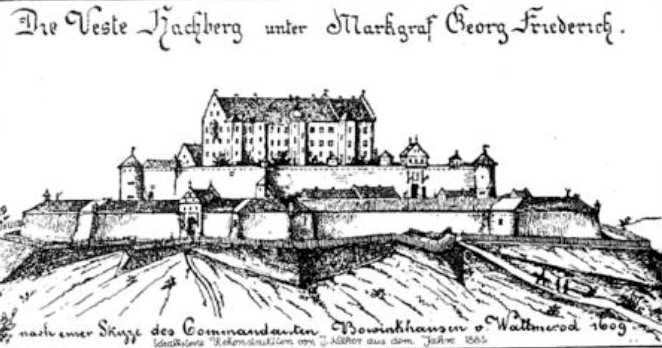
La Hochburg en 1609

Pendant la guerre de Trente Ans, le château est assiégé de 1634 à 1636 et rasé après la reddition de ses défenseurs. La reconstruction est entreprise à partir de 1660 par le margrave Frédéric VI.
Dès 1681, cependant, les défenses du château ont été volontairement détruites après que la France eut étendu son son emprise sur Fribourg-en-Brisgau après la paix de Nimègue. Le château était devenu une épine dans le pied de son nouveau puissant voisin. En 1684, un incendie causé par la négligence de domestiques détruit l'ancienne forteresse. Le 12 octobre 1688, au commencement de la Guerre de la Ligue d'Augsbourg, les troupes françaises venues de Fribourg occupent les vestiges de la forteresse et la font sauter le 17 octobre. Après cela, en 1689, les bâtiments encore habitables et les voûtes des caves ont été dynamités. Selon les Français en effet, les bastions auraient pu être restaurés en six semaines. Leur démolition devait donc empêcher toute possible restauration.

### La préservation de la ruine

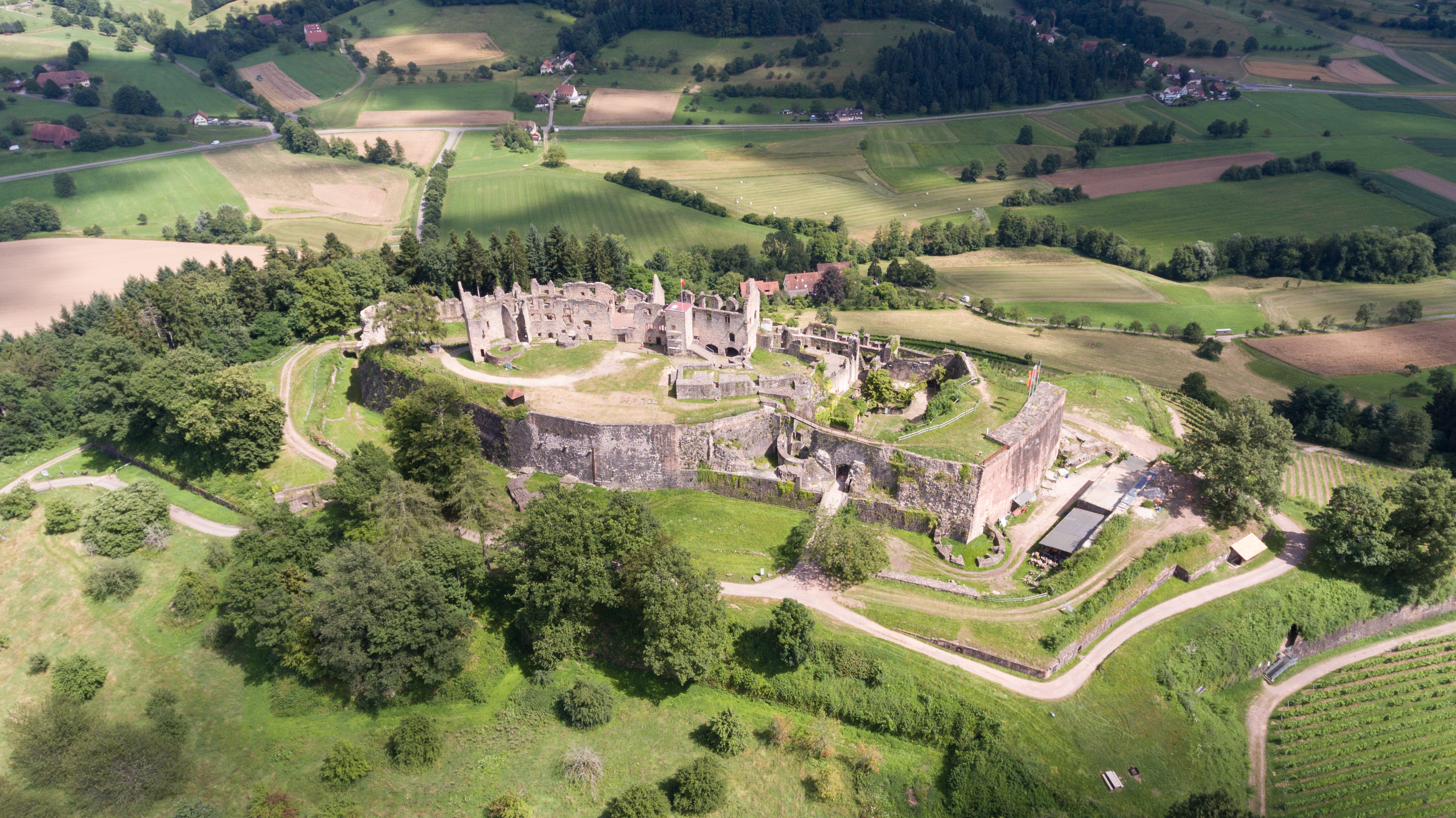
Vue aérienne de la Hochburg (juillet 2016)

À la fin du XIXe siècle, les premières mesures structurelles de sécurité et d'entretien ont été prises, qui se poursuivent à ce jour. Les deux guerres mondiales interrompent les travaux sur les ruines.
Depuis 1971, le complexe du château est pris en charge par les bénévoles de l'association pour la préservation des ruines de la Hochburg, basée à Emmendingen. Depuis 2007, l'association est également locataire des ruines du château.
La forteresse est ouverte aux visites. C'est un monument national et elle est à ce titre géré par l'institution des palais et jardins d'État du Bade-Wurtemberg. Un petit musée est installé dans le sous-sol du château supérieur depuis 1991.

## Liens et références